# Pius Muchenberger
Pius Muchenberger (* 13. Juni 1814 in Blasiwald; † um 1865 in Karlsruhe) war ein deutscher Glockengießer.
Pius Muchenberger war der Sohn des Glockengießers Joseph Muchenberger (1791–1863). 1836 heiratete er in erster Ehe Agathe Koch (1812–1863), Tochter des Glockengießers Ignaz Koch (1783–1862) aus Unterlenzkirch. Danach verlegte er mit diesem die Werkstatt nach Freiburg-Wiehre („Eisen-, Metall- und Glockengießerei Pius Muchenberger & Co.“), wo sie die Nachfolge der Gebrüder Bayer übernahm, 1846 zog sich Ignaz Koch aus der Werkstatt zurück und übergab an seine Söhne Bernhard und Johann Baptist. Da Pius Muchenberger sich 1848/49 an der Revolution in Baden beteiligte, musste er 1849 seine Familie in die Schweiz bringen, er selbst wohnte und arbeitete 1848 bis 1850 bei dem Glockengießer Wilhelm Hauck in Freiburg. Seine Gießerei führten Bernhard und Johann Baptist Koch als „Koch und Muchenberger“ weiter, 1856 übernahmen sie die Firma endgültig. Pius Muchenberger ließ sich 1850 ganz in der Schweiz nieder, in Lausanne, dann in Rüti, Kt. Zürich, später in Luzern. 1858 bewarb er sich beim Kanton Aargau um eine Konzession für Erzabbau bei Aarau, Küttigen und Erlinsbach, die er 1859 erhielt, jedoch nie ausübte und schon 1860 weitergab.

## Werke (Auswahl)
- 1841 Entwürfe für drei Brunnen aus Gusseisen in Waldkirch, nicht ausgeführt[2]
- 1843 Glocke des Dachreiters der Michaelskapelle in Freiburg[3]
- 1846/47 Zwei Glocken für die Evangelische Kirche in Hausen im Wiesental, eingeschmolzen[4]
- 1851 Glocke für die Kapelle zum unteren Heiligen Kreuz in Altdorf UR[5]
- 1853 Glocke für die Kapelle St. Anna in Gattwil[6]